# 看護アセスメント
看護アセスメント（かんごアセスメント）とは、看護過程の段階の1つ。
看護師が、収集した対象者の情報をアセスメントし、何が問題として起こっているか把握すること。

## 情報収集
大きく分けて客観的情報と主観的情報に分けられる。
- 客観的情報

血圧、体温、脈拍や検査成績などの数値データや、皮膚の色調や排液の性状など、看護師が客観的に把握できるものを指す。
- 主観的情報

対象者の訴えを指す。
情報収集・分類方法は基づく看護理論によって様々である。

## アセスメント
アセスメントは客観的情報と主観的情報をあわせて行う。
例えば、苦痛や不安、恐怖などは対象者の主観的なものであり、そこに検査成績などを用いて裏づけを得る。
逆に客観的情報で正常値を逸脱していた場合も、本人にとって苦痛や障害がないかを主観的情報で把握する必要がある。
裏づけが得られない場合は看護計画として盛り込む必要がある。